# Campeonato Mato-Grossense Segunda Divisão 2020
In 2020 werd het zestiende Campeonato Mato-Grossense Segunda Divisão gespeeld voor clubs uit Braziliaanse staat Mato Grosso. De competitie werd gespeeld van 10 oktober tot 1 november en werd georganiseerd door de FMF. Nova Mutum werd kampioen.
Normaliter zouden vijf teams hebben deelgenomen. Op 29 september trok Cacerense zich terug wegens financiële problemen, veroorzaakt door de coronacrisis in Brazilië. Atlético Matogrossense en Santa Cruz maakten hun rentree in het profvoetbal na respectievelijk 33 en 14 jaar.

## Eerste fase
| Plaats | Club                   | Wed. | W | G | V | Saldo | Ptn. |
| ------ | ---------------------- | ---- | - | - | - | ----- | ---- |
| 1.     | Ação                   | 3    | 1 | 2 | 0 | 5:1   | 5    |
| 2.     | Grêmio Sorriso         | 3    | 1 | 1 | 1 | 6:4   | 4    |
| 3.     | Atlético Matogrossense | 3    | 1 | 1 | 1 | 2:4   | 4    |
| 4.     | Santa Cruz             | 3    | 1 | 0 | 2 | 4:8   | 3    |

|  | Geplaatst voor finale en promotie |

## Finale
Heen
|            |                |       |      |                                                   |
| 28 oktober | Grêmio Sorriso | 0 – 0 | Ação | Preimão Scheidsrechter: Júlio Cestari Lemos Filho |
| 28 oktober |                |       |      | Preimão Scheidsrechter: Júlio Cestari Lemos Filho |

Terug
|            |                                                       |       |                |                                                          |
| 1 november | Ação                                                  | 4 – 0 | Grêmio Sorriso | Dito Souza Scheidsrechter: Marcos Vieira Kehrle Maranhão |
| 1 november | Igor Vieira 20', 45+1' Peixinho 34' Paulo Ricardo 85' |       |                | Dito Souza Scheidsrechter: Marcos Vieira Kehrle Maranhão |

## Kampioen
| Campeonato Mato-Grossense de 2020 - Segunda Divisão |
| Mato Grosso                                         |
| --------------------------------------------------- |
| AÇÃO Kampioen (1° titel)                            |